# Аль-Ахли (футбольный клуб, Доха)
«Аль-Ахли» (араб. نادي الاهلي القطري‎) — катарский профессиональный футбольный клуб из города Доха, в настоящий момент выступает в «Старс-лиге», сильнейшем дивизионе Катара.

## История
Клуб был основан в 1950 году под именем «Аль-Нагах Спорт Клуб» и является старейшим спортивным клубом Катара. В 1972 году «Аль-Нагах» слился с другим спортивным клубом и получил своё современное название «Аль-Ахли». Свои домашние матчи клуб принимает на стадионе Халифа, который вмещает 50 000 зрителей, и является главной спортивной ареной страны. Клубными цветами клуба являются белый и зелёный.

## Достижения
- Кубок эмира Катара:

Победитель (4): 1973, 1981, 1987, 1992
Финалист (5): 1975, 1984, 1985, 1998, 2003
- Кубок шейха Яссима:

Финалист(2): 1999, 2006
- Второй дивизион Катара:

Победитель (1): 2012

## Участие в азиатских кубках
- Кубок обладателей кубков Азии: 2 участия

1992/93: Первый раунд
1998/99: Второй раунд